# Aprostocetus flavidus
Aprostocetus flavidus är en stekelart som först beskrevs av Muhammad Sharif Khan och Shafee 1981.  Aprostocetus flavidus ingår i släktet Aprostocetus och familjen finglanssteklar. Inga underarter finns listade i Catalogue of Life.